# Kislev
Kislev ou kisleu (en hébreu : כִּסְלֵו ; grec : χασελεû, « kaseleu ») est le 3e mois de l’année civile et le 9e mois de l’année ecclésiastique (qui commence à l’Aviv, c'est-à-dire au mois de nissan) du calendrier hébraïque.
C'est un mois d'automne, qui dure vingt-neuf jours lors des années « déficientes » et trente jours dans les années pleines et embolismiques. Il correspond, selon les années, à une période commençant au mois de novembre et se terminant en décembre dans le calendrier grégorien.

## Étymologie
Le nom « kislev » n'apparaît qu'assez tardivement dans la Bible hébraïque : c'est au mois de kislev que Néhémie, dans sa vingtième année de service à Suse, est informé par son frère Hanani de la situation désastreuse de sa Jérusalem natale, et c'est au quatrième jour du neuvième mois de kislev, que la parole de Dieu est adressée à Zacharie. Comme il apparaît également sur des inscriptions assyrio-babyloniennes sous le nom de « kislivu », il est généralement admis que ce nom provient de l'akkadien « kislimu » (« épais ») et ferait allusion à l'« épaisseur » des pluies dans le croissant fertile. Toutefois, d'autres hypothèses moins consensuelles ont été proposées : « kislev » dériverait de la racine « k-s-l », signifiant « espoir », et exprimerait l'espoir de pluies abondantes en hiver.

## Éphémérides de kislev
C'est au septième jour du neuvième mois de kislev que le roi Joachim brule un rouleau dicté à Baruch ben Neria par le prophète Jérémie sans s'émouvoir de son contenu et c'est au vingt-quatrième jour de ce mois qu'Aggée assiste aux travaux de fondation du sanctuaire du Second Temple de Jérusalem.
Kislev est cependant principalement associé à la fête de Hanoucca depuis le temps des Maccabées. C'est en kislev que commencent les persécutions séleucides contre le judaïsme et c'est surtout un 25 de kislev que les révoltés hasmonéens reprennent possession du Temple de Jérusalem, qu'ils purifient et font revenir au culte judaïque, trois ans exactement après sa profanation. Depuis, Hanoucca est fêtée huit jours à dater du 25 de kislev.

## Kislev dans la Loi juive
À l'occasion de Hanoucca, des émissaires étaient dépêchés de Jérusalem aux communautés de la diaspora pour leur annoncer la néoménie de kislev, au temps où celle-ci était déterminée par observation de la conjonction lunaire.
Dans le calendrier hébreu actuel, déterminé par calcul, la néoménie de kislev ne peut jamais avoir lieu à chabbat, car une année pleine ne peut jamais commencer un mardi.

## Source
Cet article contient des extraits de l'article « Kislew » par Emil G. Hirsch & Bernhard Pick de la Jewish Encyclopedia de 1901–1906 dont le contenu se trouve dans le domaine public.